# 東和コーポレーション
株式会社東和コーポレーション（とうわコーポレーション、英文名称：Towa Corporation）は、福岡県久留米市津福本町に本社を置く手袋製造メーカー。

## 沿革
- 1947年4月 創業者渡辺始が個人事業として東興商会設立。
- 1948年10月 東和鉱工用品株式会社設立。
- 1958年6月 東和鉱工用品株式会社内に東和グローブ株式会社を設立。
- 1964年4月 佐賀県唐津市厳木町に佐賀工場を新設。
- 1971年5月 住友ゴム工業（株）との合弁により、スミワ工業（株）を設立。
- 1985年6月 佐賀東部工場を新設
- 1985年10月 マレーシアにKAI SIK TOWA RUBBER PRODUCTS SDN.BHDを設立。
- 1989年6月 東和グローブ（株）から（株）東和コーポレーションに社名変更。
- 1994年12月 中国上海市に東和労働保護用品（上海）有限公司を設立。
- 1996年4月 中国上海市に上海手袋との合弁で上海明珠手套有限公司を設立。
- 2001年4月 東部工場の製造部門を佐賀工場に移設し、リサイクルセンター開設。
- 2001年7月 ヘルスケア事業部開設。
- 2001年12月 スミワ工業（株）を閉鎖し、佐賀工場に吸収。
- 2002年 ヘルスケア事業部開設。
- 2012年 東部工場を開設し、ゴム工業用品製造開始。

## 事業所
- 本社 福岡県久留米市津福本町227番地
- 札幌出張所 北海道札幌市西区琴似1条3丁目3番22号ことにセンタービル8F
- 東京営業所 東京都中央区日本橋大伝馬町10-1柿原林業ビル2F
- 名古屋出張所 愛知県名古屋市名東区一社1丁目79 第六名昭ビル6F E-1
- 大阪営業所 大阪府大阪市中央区南船場2-12-16ルグラン心斎橋8F
- 福岡営業所 福岡県久留米市津福本町227番地
- 佐賀工場 佐賀県唐津市厳木町岩屋716-4
- リサイクルセンター 佐賀県三養基郡上峰町1958-1
- 東部工場 佐賀県三養基郡上峰町1958-1